# Бура (Алматинская область)
Бура (каз. Бура, до 1997 г. — Мирное) — село в Балхашском районе Алматинской области Казахстана. Входит в состав Берекенского сельского округа. Код КАТО — 193645200.

## Население
В 1999 году население села составляло 569 человек (297 мужчин и 272 женщины). По данным переписи 2009 года, в селе проживали 603 человека (305 мужчин и 298 женщин).